# Leiophron posjeti
Leiophron posjeti är en stekelart som beskrevs av Sergey A. Belokobylskij 1995. Leiophron posjeti ingår i släktet Leiophron och familjen bracksteklar. Inga underarter finns listade i Catalogue of Life.